# Sonne Hagal
Sonne Hagal ist eine deutsche Neofolk-Band aus Brandenburg.
Ihre Musik ist nach eigenen Angaben gekennzeichnet durch traditionelles Liedgut und moderne Instrumentierung. Zur Bearbeitung kommen englische Poesie des 18. und 19. Jahrhunderts, naturreligöse Themen sowie eigene Lyrik. Sowohl live als auch im Studio gibt es enge Zusammenarbeit mit Künstlern wie Andreas Ritter (Forseti), Kim Larsen (Of The Wand & The Moon), Ian Read (Fire + Ice), Matt Howden (Sieben) und Nerthus.

## Diskografie

### EPs
- 2000: Sinnreger
- 2001: Starkadr
- 2001: Sinister Practices in Bright Sunshine (Split-EP mit Aurum Nostrum)
- 2003: Sonne Hagal vs. Polarzirkel / Nerthus (Split-EP mit Polarzirkel und Nerthus)
- 2004: Tarja
- 2005: Dygel
- 2005: Nidar
- 2007: Ähren (Split-EP mit Albireon)
- 2008: Läuthner 2a

### Alben
- 2002: Helfahrt
- 2008: Jordansfrost
- 2009: Only Echoes Remain (Live-Album)
- 2014: Ockerwasser
- 2014: Morituri Te Salutant Festival I (Live-Album mit Et Nihil und Awen)